# Orió i la foscor
Orió i la foscor (títol original en anglès, Orion and the Dark) és una pel·lícula d'animació de comèdia i d'aventures estatunidenca dirigida per Sean Charmatz (en el seu debut com a director) i escrita per Charlie Kaufman, basada en el llibre infantil homònim d'Emma Yarlett. Produïda per DreamWorks Animation, la pel·lícula es va estrenar a Netflix el 2 de febrer de 2024 amb doblatge i subtítols en català.

## Repartiment de veus
- Jacob Tremblay com a Orió
- Paul Walter Hauser com a Foscor
- Werner Herzog[3]